# Folleville (Eure)
Folleville es una localidad y comuna francesa situada en la región de Alta Normandía, departamento de Eure, en el distrito de Bernay y cantón de Thiberville.

## Demografía
| 232 | 230 | 200 | 193 | 181 | 173 |
| Para los censos de 1962 a 1999 la población legal corresponde a la población sin duplicidades (Fuente: INSEE [Consultar]) |     |     |     |     |     |

## Lugares de interés
Iglesia de Notre-Dame: nave del siglo XVI/XVII, coro del siglo XVIII y fachada del siglo XVI.